# Magú

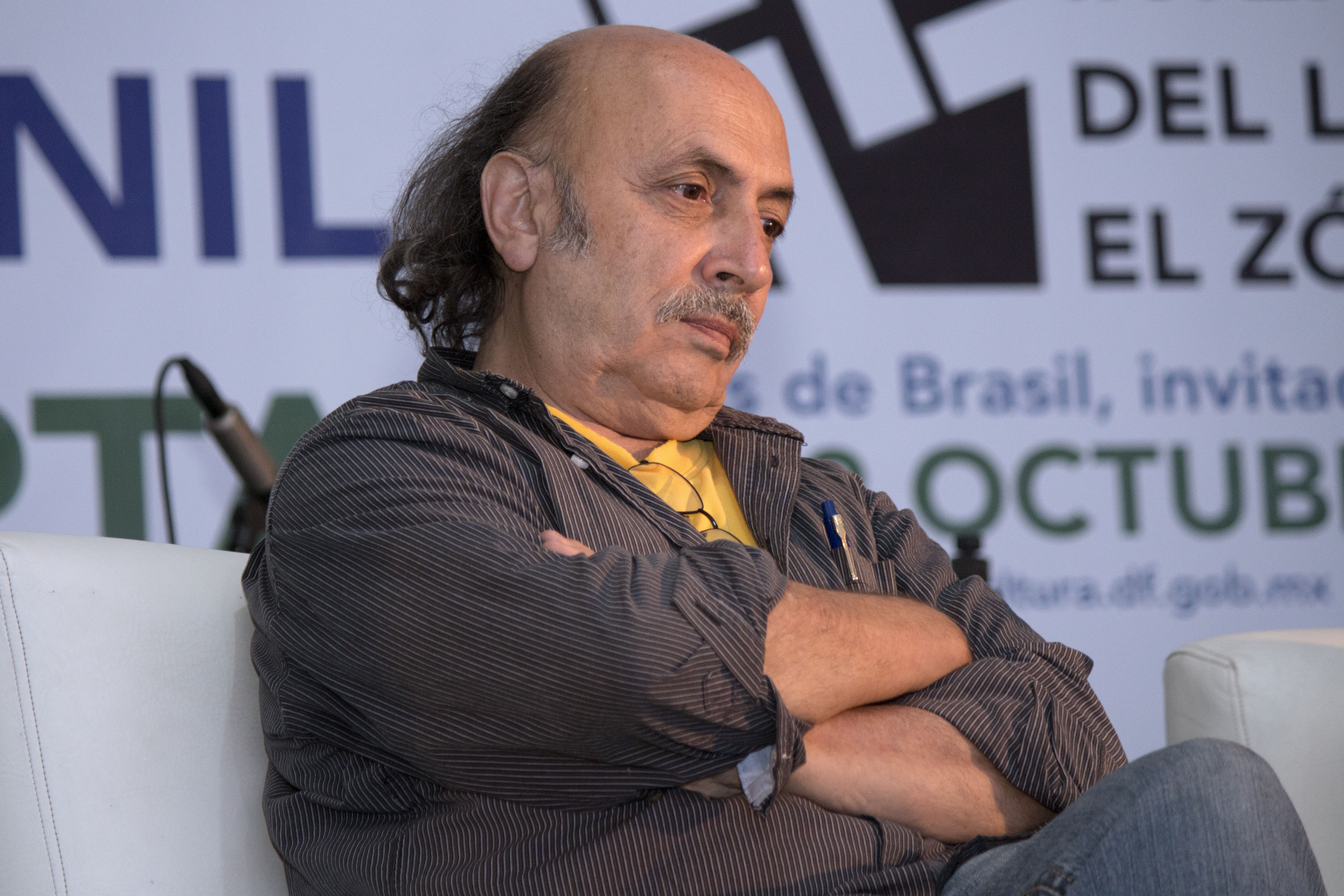
Magú en 2014.

Bulmaro Castellanos Loza, más conocido como Magú (San Miguel el Alto, Jalisco; 1944), es un caricaturista mexicano.

## Biografía
Estudió derecho, trabajó de cajero en una sucursal del Banco Nacional de México, hasta que probó suerte en un concurso del periódico El Universal y ganó el derecho de ser publicado.
Ha colaborado con El Mitote Ilustrado, Revista de Revistas, La Garrapata, Proceso, Unomásuno y La Jornada, donde ha creado suplementos cómicos, como Histerietas, El tataranieto del Ahuizote y otros. Fundó la revista El Papá del Ahuizote y el blog Sacatrapos, junto a varios caricaturistas conocidos, como Perujo, Luis Fernando, Jabaz y otros. Es el encargado de ilustrar la gaceta y carteles varios del Instituto Politécnico Nacional. Del blog Sacatrapos se derivó el colectivo del mismo nombre en el que participan, además de él Rictus, Alarcón, Tacho, Sirako y Kabeza.
Ha sido también dirigente sindical.
Reconocido caricaturista del periódico La Jornada, publicó un libro titulado El cura Hidalgo, diez balcones y un balconeado. Fue ganador del Premio Nacional de Periodismo de México de 1982, por su trabajo de caricaturas.
También ha sido galardonado con la catrina en el 2011, premio que se otorga en la Feria Internacional del Libro de Guadalajara desde el 2002 a caricaturistas que tienen una trayectoria importante en el país.